# Phyllocnistis extrematrix
Phyllocnistis extrematrix là một loài bướm đêm thuộc họ Gracillariidae. Loài này có ở Kazakhstan, România và phần châu Âu thuộc Nga.
Ấu trùng ăn Populus balsamifera, Populus nigra và Populus suaveolens.